# Pinacoteca Municipal Miguel Ângelo Pucci

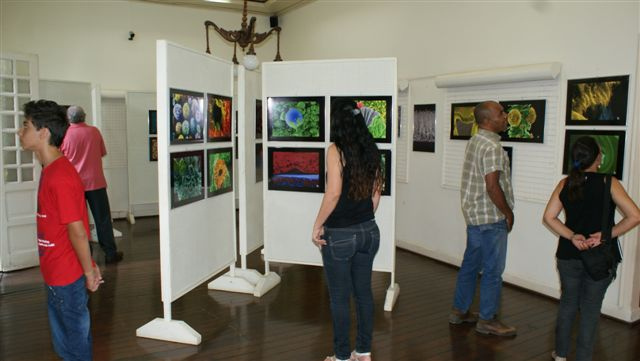
Visitantes no interior da Pinacoteca, durante a exposição Nanoarte, ocorrida em janeiro de 2012.

A Pinacoteca Municipal "Miguel Ângelo Pucci" é um museu de arte localizado na cidade de Franca, no interior do estado de São Paulo, Brasil. Fundada em 15 de dezembro de 1970, a Pinacoteca Municipal é uma instituição pública municipal, subordinada à Fundação de Esporte, Arte e Cultura (FEAC). Possui um acervo de aproximadamente 230 obras, 80% das quais referentes a artistas da cidade e da região. Realiza anualmente, desde 1985, o Salão de Artes Plásticas de Franca, além de organizar exposições temporárias e outros eventos culturais. Encontra-se sediada na sede de FEAC, antiga Casa de Cultura Bonaventura Cariolato, na rua Campos Salles, centro de Franca.

## História
A história da Pinacoteca Municipal "Miguel Ângelo Pucci" remonta a 1935, quando diversos pintores francanos ligados à tradição acadêmica, como José Ferreira Barbosa, Alberto Ferrante, Arnaldo Barbieri e Luiz José Karan, se reuniram na Vila Eufrásia, residência do médico e mecenas francano Antônio Petráglia, com o propósito de discutir a criação de um núcleo que congregasse os artistas da cidade. Pouco tempo depois, em 7 de maio de 1940, era criada a Sociedade de Belas Artes de Franca. Antônio Petráglia foi o primeiro presidente da sociedade, da qual faziam parte ainda João Menezes de Lima, Maria Ema Larrabure, Alcides Sarau e Antônio Ricardo de Souza.
Nas décadas seguintes, a sociedade realizaria poucas exposições e eventos culturais, mas já cogitava a criação de um museu de arte como forma de perpetuar a produção dos artistas regionais. Não obstante, a Pinacoteca Municipal só seria criada durante a gestão do prefeito José Lancha Filho, por meio da Lei n.º 1952 de 15 de dezembro de 1970. Quase três anos depois, em 23 de novembro de 1973, com o apoio dos artistas plásticos Bonaventura Cariolato, Luiz Schirato e do professor Chafic Felipe, a pinacoteca, inicialmente instalada no Paço Municipal, foi inaugurada.
Em 1980, a Pinacoteca Municipal foi transferida do Paço Municipal para o Edifício Champagnat edificação histórica de Franca, tombada pelo Condephaat. Permaneceu neste local pelos próximos 22 anos. Em janeiro de 1985, foi realizado o Salão de Abril de Belas Artes de Franca, com participação de artistas de todo o país. O evento é realizado anualmente desde então. Possui abrangência nacional e distribui prêmios para as categorias de desenho, pintura, aquarela, escultura e "modalidade contemporânea".
Após sair do Edifício Champagnat, a Pinacoteca Municipal foi instalada no 5º andar do edifício do Banco do Brasil, no centro da cidade. No início de 2005, foi novamente transferida, desta vez para o saguão do Teatro Municipal José Ciryno Goulart. Em novembro de 2006, foi instalada na Casa de Cultura Bonaventura Cariolato, sede da Fundação de Esporte, Arte e Cultura, onde permanece até hoje.
A denominação Miguel Ângelo Pucci (1928-1977) é uma homenagem ao comerciante, industrial e pintor autodidata francano, que se profissionalizou em 1951 e produziu até sua morte diversas obras de cunho naturalista, tendo sido fortemente influenciado pelo impressionismo. Miguel Ângelo Pucci foi um dos fundadores da Pinacoteca Municipal e conseguiu angariar, por meio de doações, 70 obras para o acervo do museu.

## Acervo
A Pinacoteca Municipal possui um acervo composto por aproximadamente 230 obras, entre pinturas, esculturas, desenhos e gravuras, a maior parte proveniente de doações ou adquiridos por premiações dos Salões de Abril. A maior parte (aproximadamente 80%) refere-se à produção dos pintores de Franca e das cidades da região (Bonaventura Cariolato, Miguel Ângelo Pucci, José Ferreira Barbosa, Alberto Ferrante, etc.) e o restante aos artistas paulistas de outras regiões, brasileiros e estrangeiros (Yoshiya Takaoka, Fernando Pacheco, etc.).